# Анна Рита Дел Пиано
Анна Рита Дел Пиано (на италиански: Anna Rita Del Piano) е италианска актриса, родена през 1966.